# Ontvoering van Colleen Stan
Colleen Stan (31 december 1956) is een Amerikaanse vrouw die in 1977 werd ontvoerd en tot 1984 gevangen werd gehouden door Cameron Hooker (1953). In deze tijd werd ze mishandeld en seksueel misbruikt door Hooker. De zaak wordt ook wel "Girl in the Box" (meisje in de kist) genoemd, omdat Hooker Stan enkele jaren voor 23 uur per dag vasthield met een houten kist. Het was een zeer geruchtmakende ontvoeringszaak.

## Ontvoering
Op 19 mei 1977 liftte Colleen Stan vanaf haar huis naar een vriend om diens verjaardag te vieren in Noord-Californië. Stan, naar eigen zeggen een ervaren lifter, zei na haar ontsnapping dat ze in eerste instantie vertrouwen had toen Hooker haar een rit aanbood, mede doordat zijn vrouw en hun baby in de bus meereden. Hooker deed te suggestie om een omweg te nemen. Volgens zowel Stan als Janice Hooker hebben ze Stan na een afrit van de autobaan bedreigd met een mes op een afgelegen plek. Hierna werd ze vastgehouden met een "hoofdkist". Deze houten kist werd om haar hoofd geplaatst en hield zoveel mogelijk licht, geluid en verse lucht buiten.

## Gevangenschap
Voor de ontvoering hadden Cameron en Janice een overeenkomst om een seksslavin te vinden zodat deze Janice haar plaats in kon nemen in de bevrediging van Camerons sadomasochisme. In eerste instantie zou er geen vaginale seks plaatsvinden, maar dit veranderde later.
Hooker gaf Stan slechts eenmaal per dag te eten en mishandelde haar regelmatig. Toen Cameron eenmaal een grotere kist had gemaakt, werd ze het grootste deel van de dag daarin vastgehouden. De kist was ongeveer zo groot als een doodskist en was onder het bed geplaatst. Colleen werd hier slechts uitgehaald om te worden mishandeld. Naar verluidt was hier ook een foto van een vorig slachtoffer van Hooker: Marie Elizabeth Spannhake. Zij verdween in januari 1976, maar haar lichaam is nooit gevonden.
In januari 1978 moest Stan een 'contract' tekenen waarin stond dat zij, onder de naam K., voortaan Hookers slavin zou zijn. Volgens de contractsvoorwaarden moest ze Cameron "Meester" noemen. Verder mocht Stan niet praten tenzij Hooker haar daar toestemming voor gaf, en moest ze zich seksueel laten misbruiken wanneer deze daar zin in had. Hooker liet Stan ook geloven dat een organisatie genaamd "The Company" Stan en haar familie zou martelen als zij enige ontsnappingspogingen zou ondernemen. Stan gaf toe inderdaad doodsbang te zijn geweest voor "The Company". Vanaf dat moment begon Hooker Stan ook te verkrachten. Echter, omdat hij zich aan de afspraak wilde houden met zijn vrouw om geen vaginale seks te hebben, werd dit gedaan met andere instrumenten.
Doordat ze meeging in de mishandelingen van Hooker kreeg Stan uiteindelijk meer vrijheden. Zo moest ze schoonmaken, in de tuin werken, en op de kinderen passen (in 1978 had het echtpaar Hooker een tweede kind gekregen). Zelfs met de mogelijkheid te vluchten of de telefoon te gebruiken was Stan zo bang voor "The Company" dat ze Hooker gehoorzaamde.
In 1981 mocht Stan bij haar familie op bezoek. Deze, in de veronderstelling dat Stan lid was geworden van een cult, legden haar weinig druk op in de angst haar weg te jagen. De volgende dag kwam Stan terug samen met Hooker. Deze deed zich voor als haar vriendje en de familie kon een foto maken van het stel.
Kort hierna borg Hooker Stan weer op in haar 'doodskist', die dan vervolgens onder het echtelijk bed geschoven werd. Hooker was namelijk van mening dat Stan te veel vrijheden had gekregen. Colleen lag hier 23 uur per dag, met slechts een ondersteek voor haar behoeftes. Ze mocht iedere dag een uur de kist uit zodat ze kon eten, wassen, en mishandeld worden door Hooker. Colleen trok zich terug in haar geest en vond troost in de Bijbel.

## Ontsnapping
Tegen 1983 kreeg Colleen opnieuw wat meer vrijheid. Ze mocht met Janice naar de kerk gaan, en mocht een baantje als kamermeisje nemen in een motel. In 1984 vertelde Janice aan Stan dat Hooker geen onderdeel was van "The Company", hoewel ze niet bekende dat deze organisatie helemaal niet bestond. De reden hiervoor is niet geheel duidelijk. Janice heeft wel verklaard dat zijzelf ook door Hooker mishandeld werd en op dezelfde wijze gehersenspoeld was. Stan vertrok hierop naar een busstation, belde Hooker op zijn werk om hem te vertellen dat ze wegging en vertrok terug naar haar ouders.
Stan vertelde aanvankelijk niemand over haar gevangenschap, en had zelfs telefonisch contact met Hooker. Zelf zei Stan dat ze Cameron op verzoek van Janice een laatste kans wilde geven zich te beteren.

## Berechting van Cameron Hooker
Drie maanden na de ontsnapping van Stan deed Janice aangifte bij de politie tegen haar man. Ze vertelde hen ook over de ontvoering, marteling, en moord van Marie Elizabeth Spannhake. Cameron Hooker werd opgepakt, en Janice getuigde tegen hem in ruil voor immuniteit. In totaal kreeg Hooker 104 jaar opgelegd voor seksueel misbruik, ontvoering en het gebruik van een mes. Hooker werd niet schuldig bevonden aan de moord van Spannake wegens gebrek aan bewijs.
Hooker zou in eerste instantie pas in aanmerking komen voor voorwaardelijke invrijheidstelling in 2023. Echter, California's Elderly Parole Program had de dag voor een verhoor over de mogelijkheid zeven jaar naar voren gehaald. Het verzoek van Hooker voor voorwaardelijke invrijheidstelling werd geweigerd, waarna de eerstvolgende mogelijkheid zich pas in 2030 zou aandienen. In september 2021 was er een bespreking of Hooker (een in de VS vergelijkbare maatregel van) terbeschikkingstelling moest worden opgelegd.

## Nadien
Stan heeft een opleiding accounting gevolgd en is inmiddels gescheiden en moeder van een dochter. Janice woont onder een andere naam in Californië. Voor zover bekend hebben de vrouwen nadien geen contact meer met elkaar gehad.